# Lạc Hòa
Lạc Hòa là một xã thuộc thị xã Vĩnh Châu, tỉnh Sóc Trăng, Việt Nam.

## Địa lý
Xã Lạc Hòa nằm ở phía đông thị xã Vĩnh Châu, có vị trí địa lý:
- Phía đông giáp xã Vĩnh Hải
- Phía tây giáp Phường 2
- Phía nam giáp Biển Đông
- Phía bắc giáp phường Khánh Hòa và xã Hòa Đông.

Xã Lạc Hòa có diện tích 41,28 km², dân số năm 2020 là 18.964 người, mật độ dân số đạt 459 người/km².

## Hành chính
Xã Lạc Hòa được chia thành 9 ấp: Ca Lạc, Ca Lạc A, Đại Bái, Đại Bái A, Hòa Nam, Hòa Thành, Lền Buối, Tân Thời, Vĩnh Biên.

## Lịch sử
Sau năm 1975, Lạc Hòa là một xã thuộc huyện Vĩnh Châu cũ.
Ngày 15 tháng 9 năm 1981, Hội đồng Bộ trưởng ban hành Quyết định số 70-HĐBT về việc thành lập xã Hòa Thanh trên cơ sở một phần của xã Lạc Hòa.
Ngày 16 tháng 9 năm 1989, Hội đồng Bộ trưởng ban hành Quyết định số 128-HĐBT. Lúc này, xã Lạc Hoà có 4.367,57 ha diện tích tự nhiên và 9.023 nhân khẩu.
Ngày 25 tháng 8 năm 2011, Chính phủ ban hành Nghị quyết số 90/NQ-CP về việc thành lập thị xã Vĩnh Châu thuộc tỉnh Sóc Trăng. Xã Lạc Hòa trực thuộc thị xã Vĩnh Châu.